# Aeshna walkeri
Aeshna walkeri – gatunek ważki z rodziny żagnicowatych (Aeshnidae). Występuje na terenie Ameryki Północnej i Ameryki Środkowej.